# Kiyoojo Lagooni
Kiyoojo Lagooni ist eine winzige Insel von Somalia. Sie gehört politisch zu Jubaland und geographisch zu den Bajuni-Inseln, einer Kette von Koralleninseln (Barriereinseln), welche sich von Kismaayo im Norden über 100 Kilometer bis zum Raas Kaambooni nahe der kenianischen Grenze erstreckt.

## Geographie
Die Insel liegt zusammen mit Kiiwa Kasabuuli und Kiyoojo Kaaji in der Bucht von Juula. Dort mündet der Fluss Caannoole ins Meer. Auf dem gegenüberliegenden Festland liegt die Siedlung Koday am Südufer des Caanoole. Im Norden schließt sich Ukahiiyo an und dann das größere Juula.

## Klima
Als Klima herrscht heißes Steppenklima mit Monsuneinfluss.